# Battaglia di Cissa
La battaglia di Cissa fu la prima combattuta tra Romani e Cartaginesi sul suolo spagnolo. Fu combattuta nell'autunno del 218 a.C. vicino alla città di Cissa, poco a sud di Tarraco (nel territorio dei Cassetani) tra l'esercito romano di Gneo Cornelio Scipione Calvo e l'armata cartaginese, che Annibale aveva lasciato come presidio a nord del fiume Ebro.

## Contesto storico
Dopo la presa di Sagunto da parte dei Cartaginesi di Annibale, la guerra fu inevitabile, solo che come scrive Polibio, la guerra non si svolse in Iberia [come auspicavano i Romani] ma proprio alle porte di Roma e lungo tutta l'Italia. Era la fine del 219 a.C. e iniziava la seconda guerra punica.
Nel maggio del 218 a.C. Annibale lasciò la penisola iberica, con 90 000 fanti e 12 000 cavalieri, oltre a 37 elefanti. Il condottiero cartaginese doveva muoversi in fretta se voleva sorprendere le forze di Roma ed evitare l'attacco diretto a Cartagine; Annibale intendeva combattere la guerra sul territorio nemico e sperava di suscitare con la sua presenza in Italia alla testa di un grande esercito e con una serie di vittorie una rivolta generale dei popoli italici recentemente sottomessi al domino della Repubblica romana.
Intanto i Romani assegnarono a Publio Cornelio Scipione, padre dell'Africano, e al fratello Gneo Cornelio Scipione la Spagna. Il piano prevedeva di attaccare Annibale in Spagna cercando l'aiuto delle popolazioni locali. Contemporaneamente si dedicarono alla fortificazione delle città della Gallia cisalpina. La prima delle colonie venne fondata sul fiume Po e venne chiamata Placentia, l'altra venne posta a nord del fiume e chiamata Cremona. La loro funzione era quella di sorvegliare il comportamento delle popolazioni celtiche di Boi e Insubri, che infatti, una volta venute a conoscenza dell'avanzata cartaginese in Gallia Transalpina, si ribellarono al dominio romano.
Nel frattempo la diplomazia di Annibale nella Gallia cisalpina spinse i Galli Boi e Insubri alla rivolta. Questi scacciarono i coloni da Piacenza (Placentia) e li spinsero fino a Modena (Mutina) che venne assediata, e poco ci mancò che non fosse occupata. Questa situazione obbligò Publio Scipione a dirottare verso la Pianura Padana le sue forze che si trovavano a Pisa in attesa dell'imbarco verso la Gallia. Costretto a tornare a Roma per arruolare una settima legione, finalmente riuscì a raggiungere Massalia (Marsiglia) per fronteggiare Annibale, ma era passato troppo tempo prezioso.
Intanto Annibale, che doveva far passare il suo esercito sulla riva sinistra del Rodano, era atteso sull'altra riva dalla forte tribù dei Volci. Una volta sconfitto questo popolo celtico, il cartaginese si rese conto di non poter passare in Italia per la strada costiera e si inoltrò fra le montagne seguendo le vallate del Rodano e dell'Isère.
In ogni caso, l'inizio dell'attraversamento delle Alpi avvenne verso la fine di settembre del 218 a.C.. Il freddo e la fatica si fecero certo sentire per uomini e animali acclimatati al sole della costa spagnola e probabilmente non sufficientemente attrezzati per una traversata a tali altezze, però l'esercito punico raggiunse la Pianura Padana prima che le nevi avessero bloccato i passi. La marcia fu lunga e portata a termine dopo mille difficoltà. Annibale riuscì a giungere in Italia dopo una ventina di giorni di aspri combattimenti con le popolazioni montanare che, anche se terrorizzate dall'avanzata di un esercito di dimensioni, per loro, incredibili, dettero filo da torcere alle pur agguerrite truppe cartaginesi.
Nel frattempo Publio Scipione, inviato il fratello Gneo in Spagna con la flotta e parte delle truppe, era ritornato in Italia, sbarcando a Pisa, ed attestandosi a Piacenza. Tiberio Sempronio Longo, richiamato dal Senato romano, dovette rinunciare al progetto di sbarco in Africa. Il piano di Annibale era riuscito; la sua audace e inattesa offensiva terrestre costrinse Roma ad abbandonare precipitosamente i suoi piani di attacco diretto a Cartagine che quindi per il momento non dovette temere minacce da parte del nemico.

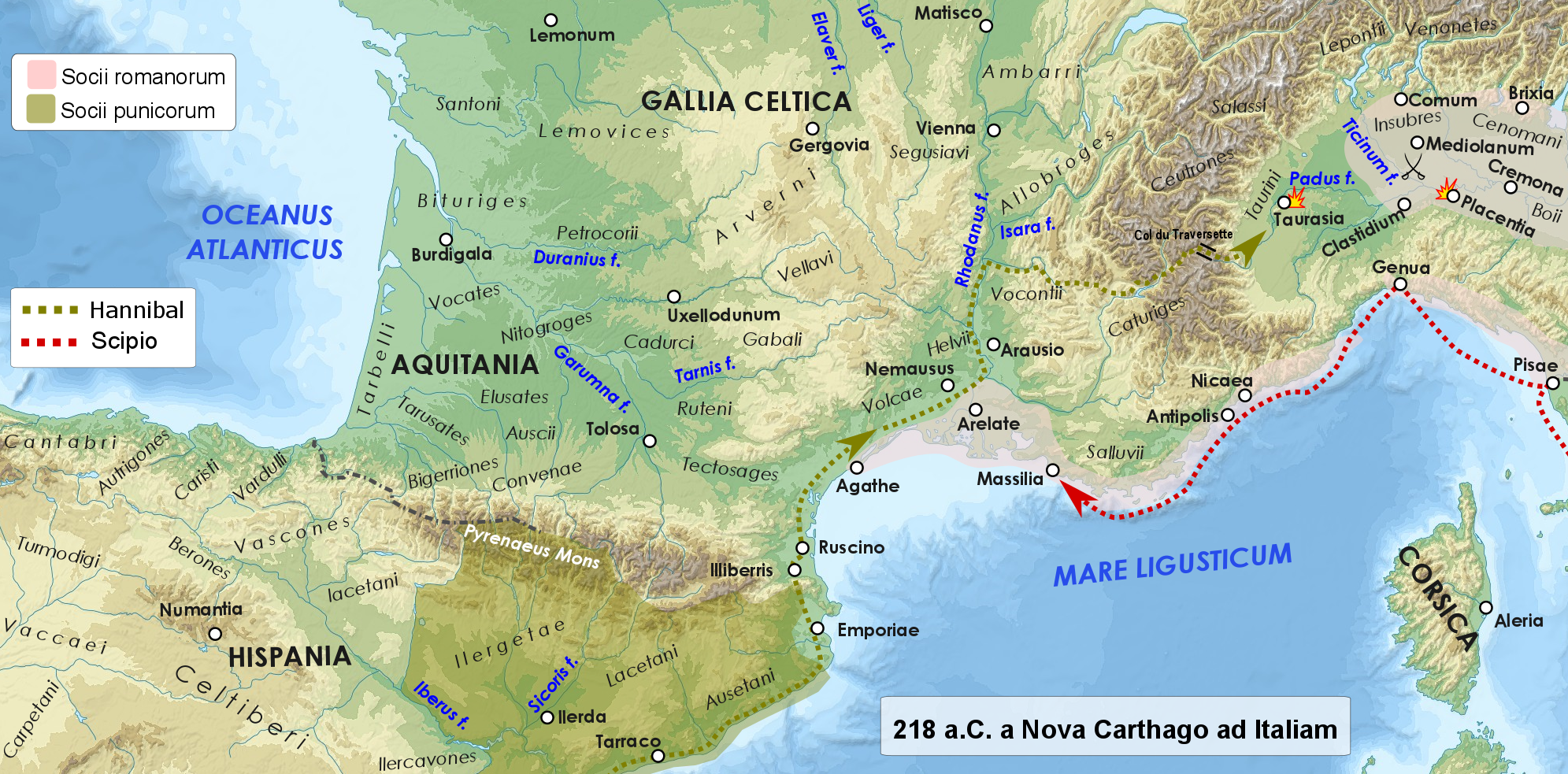
218 a.C.: marcia di Annibale da Nova Carthago all'Italia settentrionale, fino allo scontro con l'esercito romano di Scipione (padre dell'Africano) al Ticino.

## Forze in campo
Cartaginesi
Annibale, prima di cominciare la marcia per l'Italia, distaccò dal suo esercito 10 000 fanti e 1 000 cavalieri e li assegnò ad Annone, ed insieme gli lasciò i bagagli di tutti coloro che partivano con lui. Ad Annone poi lasciò il comando di tutti i territori a sud del fiume Ebro e lo fece governatore dei Bargusi, con pieni poteri, poiché era di questo popolo che dubitava soprattutto, in quanto erano simpatizzanti dei Romani.
Romani
A Publio Cornelio Scipione, padre dell'Africano, e al fratello Gneo Cornelio Scipione era stata assegnata la Spagna con due legioni e le forze degli alleati (pari a 22 000 fanti), 2 200 cavalieri e una sessantina di navi. Richiamato poco dopo Publio Scipione a causa dell'avanzata di Annibale verso l'Italia, solo Gneo poté proseguire il piano bellico.
Giunto in Spagna, Gneo aveva riconquistato Emporion, colonia greca di Massalia (Marsiglia), e si era diretto con i suoi 24 000 uomini verso l'Ebro. Egli trattava con grande benevolenza le popolazioni che lo accoglievano, prendendosi cura di loro. Dopo aver garantito la sicurezza delle popolazioni sottomesse, marciò verso l'interno. Contemporaneamente riuscì a raccogliere attorno a sé un notevole contingente di forze alleate tra gli Iberi. Quelle città che non si sottomisero, le prese con la forza.

## La battaglia
Gneo Cornelio Scipione Calvo affrontò i Cartaginesi a Cissa in una battaglia campale e ne uscì vincitore, impossessandosi poi di una grande quantità di ricchezze, dal momento che in loro custodia erano stati lasciati tutti i bagagli delle truppe partite per l'Italia.
In questa battaglia non vi furono grandi scontri. 6 000 furono i Cartaginesi uccisi, 2 000 furono presi prigionieri insieme al presidio che si trovava all'interno del loro accampamento. Anche Annone fu catturato con alcuni capi e la cittadella venne espugnata. Il bottino raccolto nella città fu tuttavia di poco conto, tra cui suppellettili barbare e oggetti da schiavi. Al contrario negli accampamenti cartaginesi furono trovati ricchi oggetti dell'esercito sconfitto, tra cui anche di preziosi.
Rese quindi amiche ed alleate di Roma tutte le popolazioni che si trovavano a nord dell'Ebro e riuscì a prendere vivi il generale dei Cartaginesi, Annone, e quello degli Iberi, Indibile, che era il sovrano indiscusso di tutte le regioni interne dell'Iberia.

## Conclusione
Gneo riuscì a consolidare la sua posizione a nord del fiume Ebro, mentre Asdrubale arrivò troppo tardi per aiutare Annone, ma in ogni caso attraversò il fiume e con una forza di 8 000 fanti e 1 000 cavalieri riuscì a sorprendere i legionari romani nei pressi di Tarraco e a distruggere 25 navi romane, riducendone il numero da 60 a sole 35. Quindi si ritirò, pronto a fortificare i suoi territori a sud dell'Ebro, e andando a svernare a Nova Carthago.
Gneo, invece, una volta raggiunta la flotta, dopo aver punito i responsabili della sconfitta subita contro Asdrubale, lasciò a Tarraco (Tarragona) un modesto presidio e andò a svernare a Emporiae, dove distribuì ai soldati il bottino.